# Allium clivorum
Allium clivorum — вид рослин з родини амарилісових (Amaryllidaceae); ендемік Ірану.

## Опис
Цибулини яйцюваті, завдовжки ≈ 1 см і 8 мм у діаметрі. Стеблина завдовжки 25–35 см, циліндрична, ± пряма, гладка, пурпурувата, нижня 1/4–1/3 вкрита гладкими листовими піхвами. Листків 3–4; пластини напівциліндричні, 12–20 см × 2–3 мм. Суцвіття (суб)головчасте, малоквіткове, ± щільне, діаметром 2–3 см. Квітки глекоподібні, бурувато-пурпурні. Листочки оцвітини тупі, тонко вкриті горбками, від ± яйцюватих до довгастих, нерівні, зовнішні — завдовжки ≈ 4.5 мм, внутрішні — завдовжки ≈ 5 мм, серединна жилка трохи темніша. Пиляки пурпуруваті, після цвітіння з чорнуватою спиною. Пилок жовтий.

## Поширення
Ендемік Ірану.